# (18704) Brychristian
(18704) Brychristian est un astéroïde de la ceinture principale d'astéroïdes.

## Description
(18704) Brychristian est un astéroïde de la ceinture principale d'astéroïdes. Il fut découvert le 21 avril 1998 à Socorro (Nouveau-Mexique) par le projet LINEAR. Il présente une orbite caractérisée par un demi-grand axe de 3,06 UA, une excentricité de 0,03 et une inclinaison de 6,0° par rapport à l'écliptique.

## Compléments